# Heinrich Meier (Politiker, 1898)
Heinrich Meier (* 2. Mai 1898 in Nürnberg; † 29. August 1972 in Georgensgmünd, Mittelfranken) war ein deutscher Kaufmann und Verwaltungsangestellter, als Politiker der CSU war er Abgeordneter im Bayerischen Landtag.

## Leben
Heinrich Meier entstammte einer fränkischen Familie von Landwirten, seine Vorfahren stammten aus der Gegend um Geilsheim und ließen sich bis in das Jahr 1370 zurückverfolgen. Er besuchte die Volks- und die Realschule, dann die Handelshochschule und war als Direktionsassistent, Verkaufsleiter und Prokurist im Großhandel und in der Industrie in Nürnberg, Hannover und Mannheim tätig. Wohnhaft in Georgensgmünd, trat er 1945 in den kommunalen Verwaltungsdienst ein, wurde Kreisrat und war seitdem auch in der CSU tätig, er gehörte zu den Mitgründern des Kreisverbandes Schwabach und war später erster Kreisvorsitzender des CSU-Kreisverbandes Schwabach-Land.
In Schwabach gehörte er dem Kreisausschuss an und war Fraktionsvorsitzender im Kreistag. Er wurde stellvertretender Landrat für Georgensgmünd und gehörte als Mitglied dem Bezirkstag Mittelfranken an.
Als gewählter Abgeordneter gehörte er, jeweils für den Wahlkreis Mittelfranken, in der  dritten Wahlperiode vom 28. November 1954 bis zum 23. November 1958 sowie vom 9. Oktober 1961 bis zum 25. November 1962 als Nachrücker für den im Verlauf der vierten Wahlperiode wegen seiner Wahl in den Bundestag ausgeschiedenen Abgeordneten Georg Ehnes dem Bayerischen Landtag an, auf eine erneute Wiederwahl verzichtete er.
In der dritten Wahlperiode gehörte er ab dem 13. Januar 1955 dem Ausschuss für die Wahlprüfung und dem Ausschuss für Grenzlandfragen (jeweils bis zum 1. April 1957) und dem Ausschuss für Sozialpolitische Angelegenheiten an. In der vierten Wahlperiode war er zunächst vom 11. Oktober 1961 bis zum 21. November 1961 im Ausschuss für Ernährung und Landwirtschaft, dann ab dem 21. November 1961 im Ausschuss für Sozial- und Gesundheitspolitik und ab dem 26. November 1961 im Ausschuss für Angelegenheiten der Heimatvertriebenen und Kriegsfolgegeschädigten tätig, jeweils bis zum Ende der Legislaturperiode. Darüber hinaus gehörte er in der vierten Wahlperiode auch dem Zwischenausschuss an.